# The Sailing of King Olaf, and Other Poems
The Sailing of King Olaf, and Other Poems – tomik amerykańskiej poetki Alice Williams Brotherton, opublikowany w 1887 w Chicago nakładem oficyny Charles H. Kerr & Company. Zbiorek został opatrzony dedykacją dla matki: To my Mother to whose inspiration and training all that is best in these pages is due this book is lovingly inscribed. Tom zawiera tytułowy poemat The Sailing of King Olaf, napisany sekstyną, czyli zwrotką sześciowersową rymowaną ababcc, rondele Wake-Robin i November, sonet Holy Poverty i wiele innych wierszy, zebranych w cykle Carmina Votiva, Rose Songs i The Inner Life.
"Norroway hills are grand to see,
Norroway vales are broad and fair;
Any monarch on earth might be
Contented to find his kingdom there."
So spake Harald Haardrade bold,
To Olaf his brother with beard red-gold.
(The Sailing of King Olaf)